# Кантакузино, Йон (режиссёр)
Йон Ше́рбан Фило́тти Кантакузи́но (рум. Ion Șerban Filotti Cantacuzino; 7 ноября 1908, Бухарест, Румыния — 27 августа 1975, там же) — румынский медик, кинорежиссёр, продюсер, сценарист, драматург, литературный и кинокритик, историк кино.

## Биография
Родился в семье князя Иона Кантакузино и актрисы Марии Филотти. Окончил Бухарестский и Парижский университеты. Изучал медицину, философию и театральную режиссуру. В 1929—1934 выступал в печати как кинокритик. Был директором Национального кинематографического объединения, затем общества «Чинеромит». Автор книг по истории румынской кинематографии.
Похоронен на Кладбище Беллу в Бухаресте.

## Избранная фильмография

### Сценарист
- 1934 — Румыния / România
- 1982 — Безумный лес / Padurea nebuna (по роману Захарии Станку)

### Продюсер
- 1943 — Ненастная ночь / O noapte furtunoasa

## Сочинения
- Uzină de basme. — București, 1935.
- Momente din istoria filmului românesc. — București, 1965.
- René Clair. — București, 1968.
- Contribuții la istoria cine-matografiei in România. 18961948. — București, 1971.
- Cinematoograful românesc contemporan. 19491975. — București, 1976.